# Gorges du Tarn

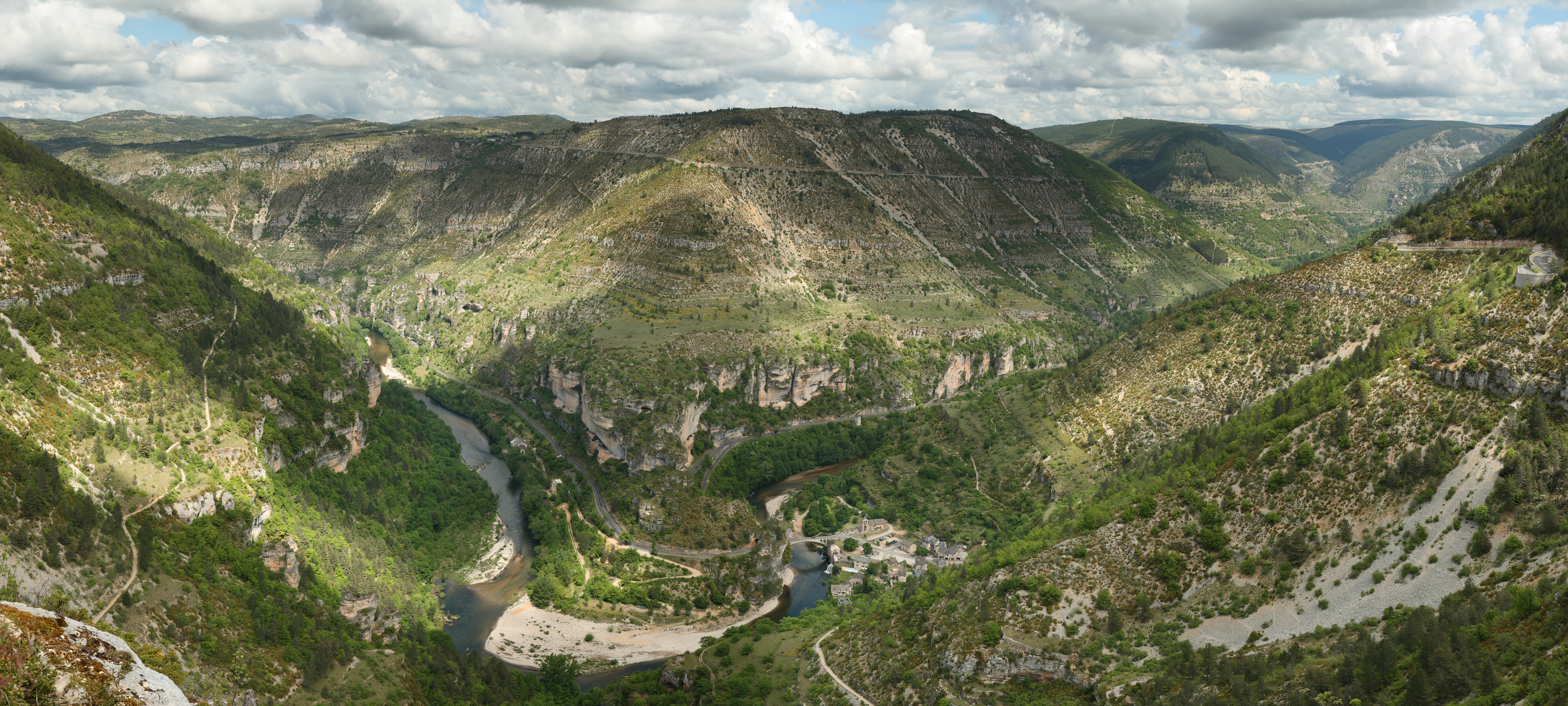
Gorges du Tarn

Gorges du Tarn é um desfiladeiro (ou cânion) formado pelo Rio Tarn entre Causse Méjean e Causse de Sauveterre, no sul da França. O cânion está localizado nos departamentos de Lozère e Aveyron.